# 塞薩姆斯 (密西西比州)
塞薩姆斯（英語：Sessums）是位於美國密西西比州奧克蒂比哈縣的非建制地區。

## 歷史
塞薩姆斯的郵局於1876年設立，其後於2000年停運。當地於1900年時有人口27人。

## 地理
塞薩姆斯所處的海拔為高於海平面82米（即269英呎），而該地所採用的時區為UTC-6，即北美中部時區（CST）。同時該地設有夏令時間，為UTC-6調快一小時，即UTC-5（CDT）。